# Paseo del Prado (Jalisco)
Paseo del Prado es una localidad del estado mexicano de Jalisco. Es parte del municipio de San Pedro Tlaquepaque.

## Demografía
| Censo | Población |
| ----- | --------- |
| 2010  | 4 706     |
| 2020  | 5 251     |